# Observatoire météorologique de Blue Hill
Pour les articles homonymes, voir Blue Hill.
L’observatoire météorologique de Blue Hill, également connu sous le nom d'observatoire météorologique de Great Blue Hill ou tout simplement l'observatoire de Blue Hill, est la plus importante structure historique de l'observation météorologique aux États-Unis. Elle est située à Milton, dans le Massachusetts au sommet du Great Blue Hill, au croisement de l’Interstate 93 et de la route 138, à environ 16 km au sud de Boston. C'est la station météorologique la plus ancienne toujours en activité aux États-Unis.
Fondé par Abbott Lawrence Rotch en 1884, l'observatoire a joué un rôle de premier plan dans la science émergente de la météorologie et a été le théâtre de nombreuses premières mesures scientifiques des conditions météorologiques dans la haute atmosphère. L'observatoire fut le théâtre des premiers sondages aérologiques en Amérique du Nord dans les années 1890, utilisant des cerfs-volants pour transporter des instruments météorologiques en altitude. Il participa ensuite au développement de la radiosonde dans les années 1930.
Rotch devint le premier directeur de l'observatoire et le maintint à ses frais jusqu'à sa mort en 1912. Il le légua alors à l'université Harvard avec une dotation de 50 000 $US. L'observatoire est toujours actif, propose en plus des programmes de météorologie et est ouvert au public le week-end.

## Histoire

### Site
L’observatoire météorologique de Blue Hill fut fondé par le météorologue américain Abbott Lawrence Rotch (1861-1912) en 1884. À sa sortie du Massachusetts Institute of Technology (MIT) en 1884, Rotch avait conçu des plans pour la construction d’un bâtiment d'observation météorologique de la Great Blue Hill, dans la réserve publique de Blue Hills, un parc de 24 km2 géré par le Département de la conservation et des loisirs du Massachusetts. Rotch a choisi le site parce qu'à une altitude de 635 pieds (193,548 m) c'était le point culminant du relief à moins de 16 km de l'océan Atlantique Nord au sud du centre du Maine. L'Observatoire a été fondé en tant que station météorologique et centre de recherche. Cet endroit offrait aux premiers météorologues une occasion unique d’enregistrer des conditions météorologiques extrêmes et d’expérimenter avec des instruments d'enregistrement.

### Bâtiment

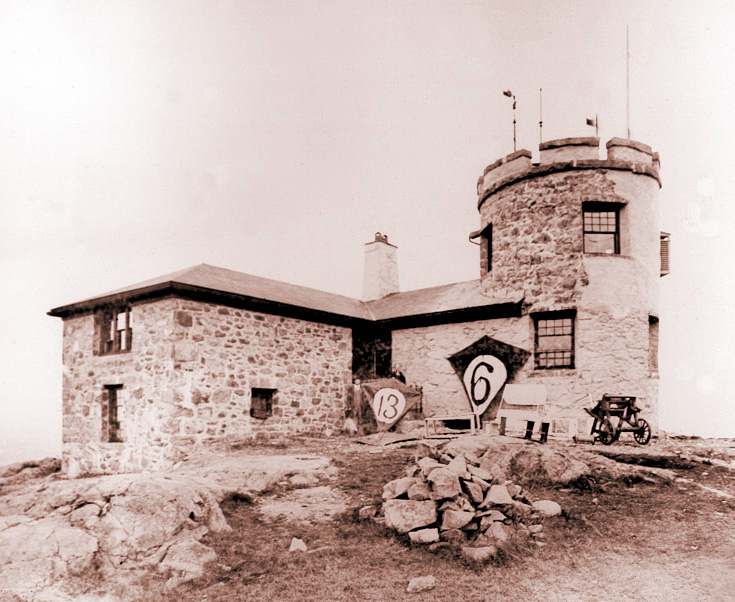
Vue de l'Observatoire en 1897.

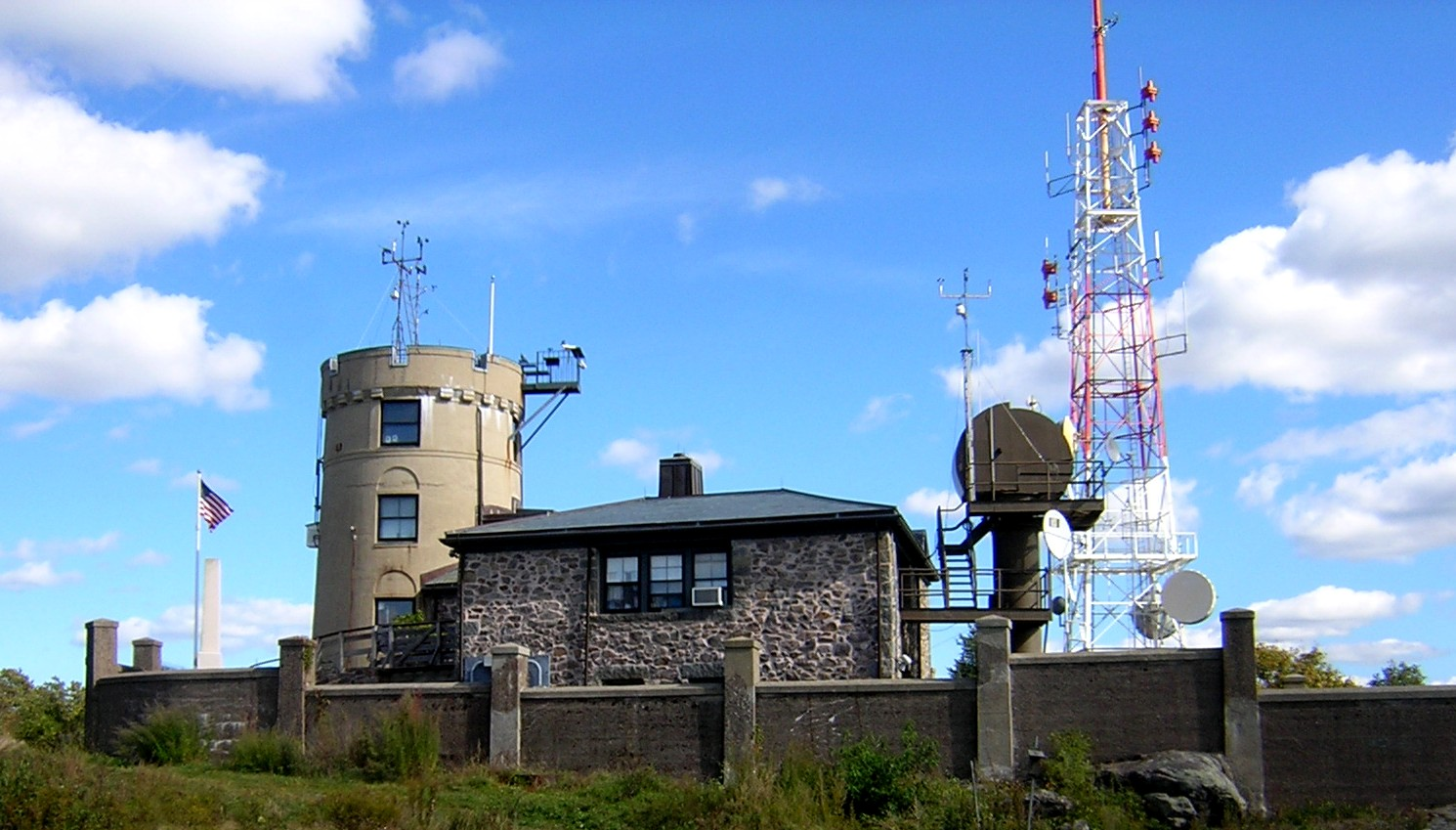
Vue actuelle depuis le nord-nord-ouest.

L'édifice de l'observatoire fut achevé à la fin de 1884 et les premières observations régulières commencèrent le 1er février 1885. Rotch engagea les architectes Rotch & Tilden pour la construction qu'il finança lui-même. La structure originale consistait en une tour circulaire de deux étages et un logement attenant comprenant deux chambres à coucher, une salle à manger et une cuisine. En 1889, une aile Est de deux étages fut ajoutée afin de fournir un espace de travail supplémentaire pour la recherche, les tâches ménagères et la bibliothèque.
En 1902, une aile Ouest de deux étages contenant une nouvelle bibliothèque fut ajoutée pour fournir un espace de travail supplémentaire. Une porte coupe-feu en acier et un mur de briques relièrent la bibliothèque à la structure en maçonnerie antérieure. Une voûte de tuiles cohésives recouvre sur la bibliothèque, installé probablement par la société Guastavino. Des pierres locales furent utilisées pour la tour de deux étages, le logement adjacent et les ailes Est et Ouest. Un revêtement de cuivre fut utilisé pour la toiture. Un mur de pierre et une clôture de fer furent érigés en 1905 pour assurer la sécurité du bâtiment et des instruments ainsi que l'intimité du personnel.
La tour de pierre d'origine s'est finalement révélée inappropriée alors que des infiltrations de pluie poussée par le vent ont endommagé les instruments et les archives de données. Les vibrations des instruments sur les mâts situés au sommet de la tour ont aussi contribué aux problèmes structurels. En 1908, la tour originale fut démolie et remplacée par une nouvelle tour en béton renforcée de trois étages de style néo-gothique tardif. La construction en béton de la tour a été choisie spécifiquement pour offrir le maximum de stabilité et de durabilité en cas de vents violents. La tour a un sommet crénelé et une corniche contenant des denticules. Les fenêtres sont à double vantail avec une arche en retrait peu profonde au-dessus des fenêtres des premier et deuxième étages
La nouvelle tour offrait un environnement durable, exempt de vibrations et résistant aux intempéries, nécessaire à la lecture précise des instruments. Le premier étage de la tour contient le bureau du directeur. Le bureau météorologique est au deuxième étage et un laboratoire et un accès au toit se trouvent au troisième étage. Divers anémomètres et autres instruments d’enregistrement météorologique sont fixés au toit de la tour. L'observatoire conserve encore des baromètres et autres instruments datant de la fin du XIXe siècle qui sont utilisés pour calibrer les instruments modernes afin de préserver la précision et l’intégrité de la base de données de 1885.
En 1962, une tour métallique contenant un sidérostat, servant à recueillir les rayons du soleil et à les diriger par miroirs vers un banc optique situé à l'intérieur de l'observatoire, fut érigée à proximité de l'aile Ouest pour des études sur la haute atmosphère. Ce projet fut abandonné après quelques années. Cette tour avec ses miroirs est encore là mais n'est plus utilisée.
L'observatoire fut négligé pendant plusieurs années. Bien que la structure soit généralement étanche aux intempéries, en raison d'une construction solide et d'un toit en cuivre, la tour en béton armé est en proie aux éléments. Le cycle gel-dégel a provoqué des fissures et un éclatement du béton. En 1980, le bâtiment fut inscrit au Registre national des lieux historiques, sous le nom de « Great Blue Hill Weather Observatory », dans le cadre d'une proposition d'inscription de propriétés multiples par le Commonwealth du Massachusetts. En 1981, la Commission du district métropolitain a transféré la responsabilité de l'observatoire au Blue Hill Weather Club, un groupe local de supporters, qui projeta de restaurer l'observatoire et de créer un musée météorologique sur le site. Il a été déclaré monument historique national en 1989 sous le nom d'« Observatoire météorologique de Blue Hill »,.

## Utilisation

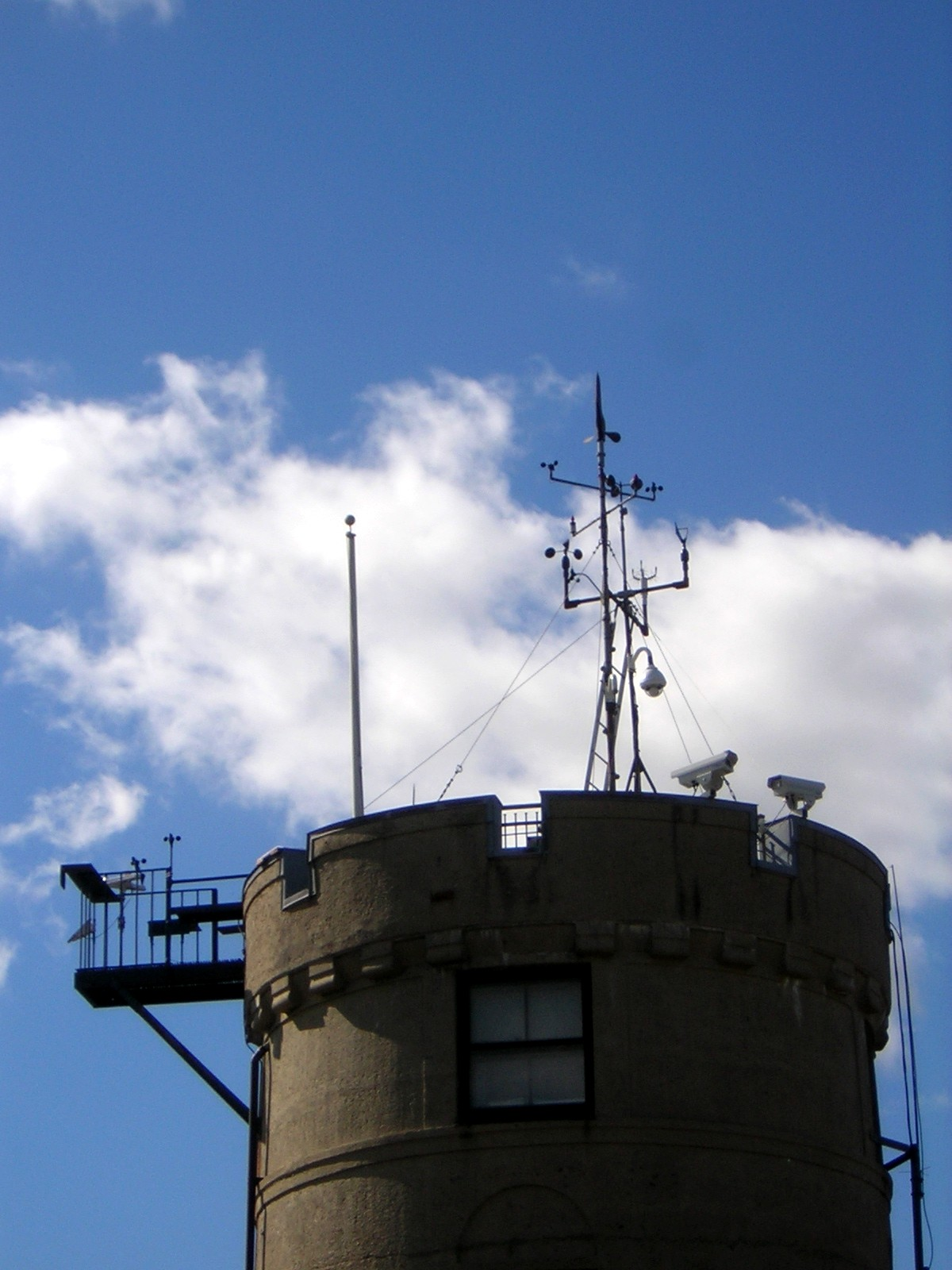
Instruments météorologiques sur la tour.

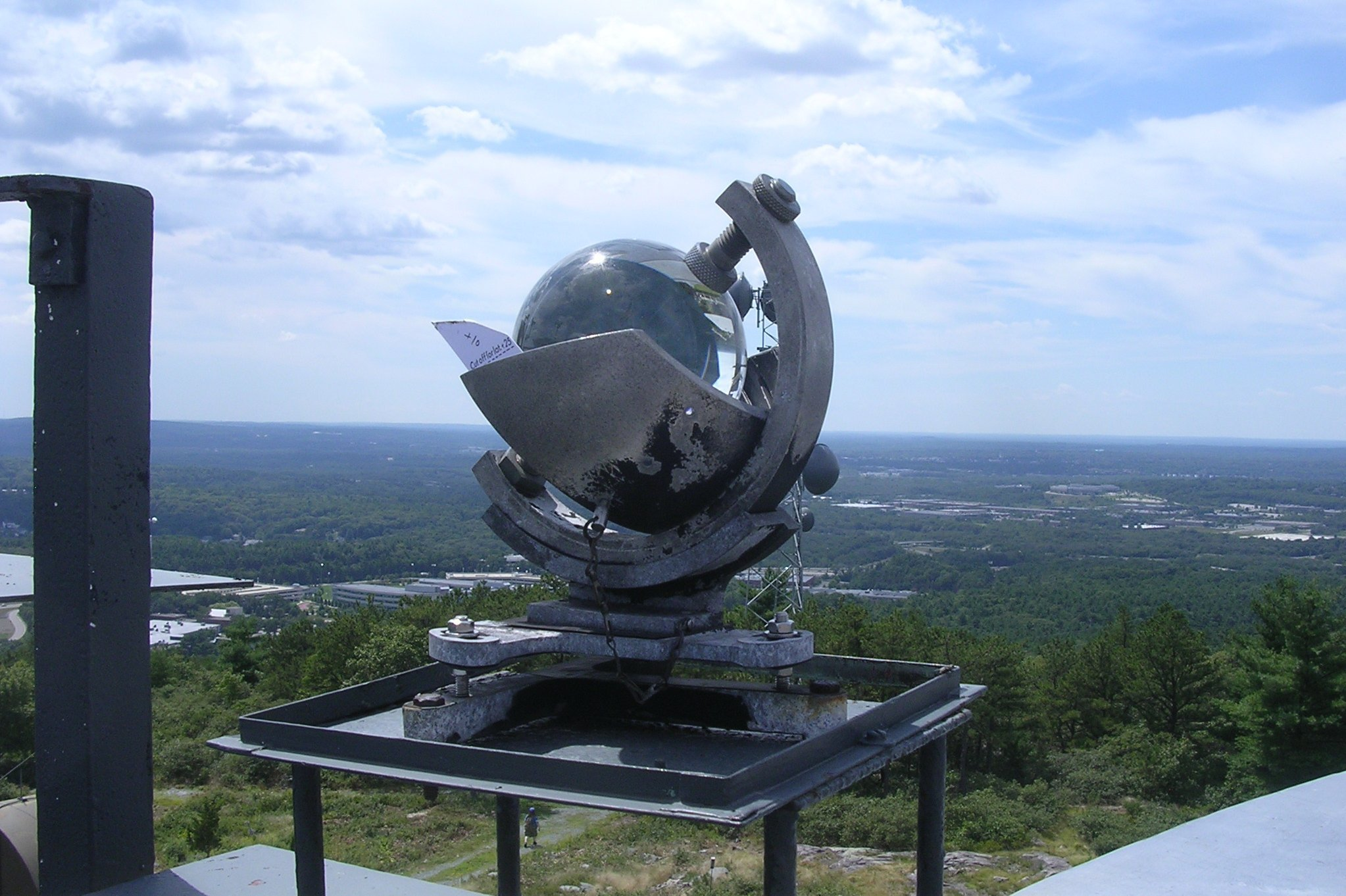
Héliographe de Campbell-Stokes.

Sous la direction de Rotch, l'Observatoire devint rapidement connu pour ses recherches aérologiques : hauteur des nuages, direction et force des vents en altitude, etc. qui contribuèrent grandement aux connaissances du début du XXe siècle. Rotch travailla avec son équipe jusqu'à sa mort le 7 avril 1912 et légua le site à l'université Harvard, joignant un don de 50 000 $US pour poursuivre les activités. Alexander George McAdie fut son premier remplaçant durant 18 ans et Harvard continua d'opérer ainsi les lieux jusqu'en 1971. Charles Franklin Brooks lui succéda en 1931. Ce fut la Massachusetts Metropolitan District Commission qui prit le relais pour l'entretien et le National Weather Service pour la prise de données.
Durant l'ouragan de Nouvelle-Angleterre (1938), l'Observatoire mesura des rafales de 299 km/h, soit les plus violentes rapportées par une station terrestre jusqu'à récemment dans un ouragan de l'Atlantique Nord.
Comme les enregistrements ont toujours été pris au même site qui n'a pas changé depuis les débuts, ils sont considérés comme un bon indicateur des changements climatiques de la région. Pour cette raison, la National Oceanic and Atmospheric Administration considère les données de Blue Hill comme un des 26 sites de référence internationale situés aux États-Unis.
Durant les années 1950, un radar météorologique de recherche opéra à l'Observatoire. Il s'agissait d'un radar militaire usagé et le but de l'étude était de sonder les orages approchant d'aussi loin que l'État de New York et de trouver la relation avec la foudre. Le personnel de l'Observatoire exploitait le radar et recevait des observations météo par courrier d'observateurs amateurs dans les zones où les orages passaient pour en tirer des corrélations.
L’observatoire reste ouvert pour continuer à enregistrer des observations météorologiques en continu par système automatisé du National Weather Service au site. Une pierre de marbre blanc contenant un résumé des données climatologiques de 1885 à 1984 et dédiée à la mémoire d'Abbott Lawrence Rotch est située dans la cour avant du bâtiment.

## Directeurs
- 1957-1958 : John H. Conover
- 1958-1971 : Richard M. Goody